# Waidhofen (Germania)
Waidhofen è un comune tedesco di 2 150 abitanti, situato nel land della Baviera.
Il comune è conosciuto per il caso di Hinterkaifeck, dove nel 1922 tutti i 6 abitanti della fattoria furono trovati morti con ferite da piccone e tuttora rimane il mistero il responsabile del massacro